# San Luis (Gwatemala)
San Luis – miasto w północnej części Gwatemali w departamencie Petén, leżące w odległości około 120 km na południowy wschód od stolicy departamentu i około 25 km od granicy państwowej z Belize. Jest siedzibą władz gminy o tej samej nazwie, która w 2012 roku liczyła 75 005 mieszkańców. Gmina jak na warunki Gwatemali jest bardzo duża, a jej powierzchnia obejmuje 2913 km².